# 王利生
王利生（1968年9月—），男，漢族，湖北漢川人，工學博士學歷。1995年7月參加工作，2000年12月加入中國共產黨。

## 生平
曾任中科院廣州能源研究所副所長、中科院青島生物能源與過程研究所所長。2012年8月，任海南省科學技術廳副廳長。2018年2月，成為海南省海洋與漁業廳廳長。2018年9月，隨著海南省海洋與漁業廳改組併入海南省自然資源和規劃廳，他改任省自然資源和規劃廳副廳長、省海洋局局長。2020年5月，出任中共三亞市委副書記。2022年1月，当选为三亚市政协主席。